# Берні (Міссурі)
Берні (англ. Bernie) — місто (англ. city) в США, в окрузі Стоддард штату Міссурі. Населення — 1859 осіб (2020).

## Географія
Берні розташоване за координатами 36°40′18″ пн. ш. 89°58′14″ зх. д. / 36.67167° пн. ш. 89.97056° зх. д. (36.671719, -89.970690).  За даними Бюро перепису населення США в 2010 році місто мало площу 3,39 км², уся площа — суходіл.

## Демографія
Згідно з переписом 2010 року, у місті мешкало 1958 осіб у 831 домогосподарстві у складі 549 родин. Густота населення становила 578 осіб/км².  Було 916 помешкань (270/км²).
Расовий склад населення:
| - 94,9 % — білих - 2,2 % — чорних або афроамериканців - 0,6 % — корінних американців - 0,1 % — азіатів |

До двох чи більше рас належало 1,4 %. Частка іспаномовних становила 1,4 % від усіх жителів.
За віковим діапазоном населення розподілялося таким чином: 24,5 % — особи молодші 18 років, 58,2 % — особи у віці 18—64 років, 17,3 % — особи у віці 65 років та старші. Медіана віку мешканця становила 40,0 року. На 100 осіб жіночої статі у місті припадало 89,2 чоловіків;  на 100 жінок у віці від 18 років та старших — 84,4 чоловіків також старших 18 років.
Середній дохід на одне домашнє господарство  становив 35 460 доларів США (медіана — 31 346), а середній дохід на одну сім'ю — 43 572 долари (медіана — 43 235). Медіана доходів становила 34 113 долари для чоловіків та 19 857 доларів для жінок. За межею бідності перебувало 29,6 % осіб, у тому числі 47,1 % дітей у віці до 18 років та 17,9 % осіб у віці 65 років та старших.
Цивільне працевлаштоване населення становило 729 осіб. Основні галузі зайнятості: освіта, охорона здоров'я та соціальна допомога — 24,8 %, виробництво — 14,5 %, роздрібна торгівля — 12,5 %, публічна адміністрація — 11,4 %.